# Earle Meadows
Earle Elmer Meadows, ameriški atlet, * 19. junij 1913, Corinth, Mississippi, ZDA, † 11. november 1992, Fort Worth, Teksas, ZDA. 
Meadows je nastopil na Poletnih olimpijskih igrah 1936 v Berlinu, kjer je osvojil naslov olimpijskega prvaka v skoku ob palici. 29. maja 1937 je s preskočeno višino 4,54 m postavil svetovni rekord v skoku ob palici, ki je veljal do aprila 1940, ko ga je za 6 cm izboljšal Cornelius Warmerdam.